# Irvingiaceae
Irvingiaceae es una familia de plantas de flores perteneciente al orden Malpighiales que consiste en 3 géneros con 20 especies. 

## Taxonomía
La familia fue descrita por Exell & Mendonça y publicado en Conspectus Florae Angolensis 1: 279, 395. 1951. El género tipo es: Irvingia

## Géneros
- Desbordesia
- Irvingia
- Klainedoxa